# Rozprava o vědách a uměních
Rozprava o vědách a uměních (francouzsky Discours sur les sciences et les arts) je pojednání, které napsal Jean-Jacques Rousseau, aby získal cenu Akademie v Dijonu. Po obdržení ceny se stal okamžitě populární. Spis byl vydán v roce 1750.

## Obsah díla
V této rozpravě Rousseau dokazoval, že vývoj věd a umění od doby renesance nezlepšil, ale naopak zhoršil mravy společnosti.

## Ukázka z díla
V Rousseauově spise byl kriticky zhodnocen poznávací význam filozofie:
| „                                                           | What is philosophy? What is contained in the writings of the most celebrated philosophers? What are the lessons of these friends of wisdom. To hear them, should we not take them for so many mountebanks, exhibiting themselves in public, and crying out, Here, Here, come to me, I am the only true doctor? One of them teaches that there is no such thing as matter, but that everything exists only in representation. Another declares that there is no other substance than matter, and no other God than the world itself. A third tells you that there are no such things as virtue and vice, and that moral good and evilare chimeras; while a fourth informs you that men are only beasts of prey, and may conscientiously devour one another. | Ptám se jen: co je to filozofie, co obsahují spisy nejznámějších filozofů, jaká jsou ponaučení těchto přátel moudrosti? Posloucháme-li je, cožpak není možno je považovat za tlupu šarlatánů, kteří vykřikují každý své na veřejném náměstí: pojďte ke mně, pouze já se nikdy nemýlím! Jeden tvrdí, že tělesa v přírodě vůbec nejsou a že všechno jsou jen moje představy o nich; druhý, že neexistujejiná látka kromě hmoty, jiný bůh kromě Přírody. Ten prohlašuje, že neexistují ani ctnosti, ani hříchy a že dobro a zlo v oblasti morálky jsou výmysl, jiný, že lidé jsou vlci a mohou s klidným svědomím požírat jeden druhého. | “ |
| — Jean-Jacques Rousseau, Discourse on the Sciences and Arts | | |   |

## České a slovenské překlady
- ROUSSEAU, Jean-Jacques. Rozprava o vedách a umeniach, alebo Odpoveď na otázku Dijonskej akadémie, či obroda vied a umení prispela k očiste morálky. [s.l.]: Vydavateľstvo Spolku slovenských spisova, 2011. 112 s. ISBN 978-80-8061-453-9. (slovensky)